# Stella Rimington
Pour les articles homonymes, voir Rimington (homonymie).
Stella Rimington, née Stella Whitehouse à South London le 13 mai 1935 et morte le 3 août 2025, est une officière de renseignement et écrivaine britannique. Elle devient la première femme à diriger le Security Service (MI5).

## Biographie
Stella Rimington (née Whitehouse) est née en 1935 en Angleterre, dans le sud de Londres. Sa famille déménage dans l'Essex dès le déclenchement de la Seconde Guerre mondiale en 1939, en raison du danger que représente la vie à Londres, menacée de bombardements aériens.
Après-guerre, son père est engagé comme dessinateur en chef dans une aciérie du Cumbria, puis dans le Derbyshire et le Nottinghamshire. Elle passe le dernier été de ses études secondaires à travailler comme jeune fille au pair à Paris, avant de s'inscrire à l'université d'Édimbourg en 1954 pour étudier l'anglais (English studies ou l'anglistique). En 1959, elle commence à travailler comme archiviste au bureau des archives du comté de Worcestershire à Worcester.
En 1963, elle se marie à John Rimington — un bureaucrate du Civil Service en poste à la Commission du commerce — et s'installe à Londres, où elle obtient un emploi de bibliothécaire à l'India Office Library, une bibliothèque londonienne dépendante de la British Library. En 1965, elle et son mari s'installent en Inde, où ce dernier est nommé au poste diplomatique de premier secrétaire chargé des affaires économiques au Haut-Commissariat britannique à New Delhi. Deux ans après leur arrivée en Inde, elle devient l'assistante d'un des premiers secrétaires du haut-commissariat. Elle découvre alors qu'il est aussi le représentant en Inde du service de renseignement britannique, le MI5.
Après avoir obtenu son habilitation de sécurité (security clearance), Stella Rimington — qui fera toute sa carrière avec son nom d'épouse — travaille au bureau indien du MI5 pendant près de deux ans, jusqu'à ce que son mari et elle retournent à Londres en 1969. Cette année-là, elle sollicite et obtient un poste permanent et à plein temps au MI5. Entre 1969 et 1990, Rimington travaille dans les trois branches du Security Service : contre-espionnage, contre-subversion et contre-terrorisme. En 1989, elle témoigne devant un tribunal contre l'espion tchécoslovaque Václav Jelínek, en utilisant le pseudonyme Miss J,.
En 1990, après plus d'une vingtaine d'années au Security Service, elle est promue à l'un des deux postes de directeur général adjoint du MI5 et supervise le déménagement des services de renseignements britanniques, du 140 Gower Street vers leur nouveau quartier général à Thames House (et où le personnel du MI5 s'installe, en 1994, après son inauguration par le Premier ministre britannique John Major).
En décembre 1991, à la fin de la guerre froide, elle se rend à Moscou pour établir le premier contact amical entre les services de renseignement britanniques et leur homologue russe, le KGB (comme elle le relate dix ans plus tard dans un article au Guardian). À son retour de Russie, elle est nommée directrice générale du MI5, responsable de la sécurité intérieure du Royaume-Uni, un poste qu'elle occupe de 1992 à 1996, devenant la première femme à diriger cette grande administration d'État,. Elle est aussi le premier haut fonctionnaire britannique à ce poste dont le nom est rendu public et à poser ouvertement devant les caméras.
Durant ses premiers mois à la tête du MI5, alors qu'elle n'est pas encore connue du grand public, elle fait l’objet d’une large campagne d'investigation de la part de la presse britannique visant à l'identifier. Des journaux (New Statesman et The Independent) obtiennent et publient des photos secrètes d'elle et de son domicile, mais Rimington organise aussitôt une campagne de relations publiques dans le but d'accroître l'ouverture et la transparence du service en direction du grand public. Le 16 juillet 1993, le MI5 (avec l'accord réticent du gouvernement britannique) publie une brochure de 36 pages intitulée The Security Service, qui révèle publiquement — et pour la première fois — des détails sur les activités, les opérations et les fonctions du MI5, ainsi que l'identité et des photographies de Rimington.
Elle quitte son poste à la direction du MI5 en 1996. Elle est anoblie et faite dame commandeur de l’ordre du Bain à l’occasion du 1996 New Year Honours. Elle devient ensuite directrice (non-executive director) de la chaîne de magasins Marks & Spencer, et déclare à ce propos : « Mon savoir-faire va me permettre d'apporter une dimension supplémentaire à cette entreprise. ». Pour le journaliste Marc Roche s'exprimant fin 1996 dans le journal Le Monde : « Outre-Manche, faire carrière chez Marks & Spencer est bien plus prestigieux qu'être haut fonctionnaire du renseignement. Lors d'un dîner en ville, les convives aiment particulièrement comparer les mérites de telle ou telle grande surface. En revanche, disserter à propos des menaces pesant sur la Couronne ou, pire, se vanter de ses talents de séducteur ou de femme fatale, est considéré comme un manque d'éducation. ».
Stella Rimington, grande patronne emblématique du MI5, est largement reconnue pour être le modèle ayant inspiré l'actrice Judi Dench pour son rôle de M, interprété de 1995 à 2012, dans les sept films de la franchise James Bond,,,.
En 2001, elle publie ses mémoires, Open Secret,, provoquant le vif mécontentement du gouvernement Blair et des cadres du MI5 (Open Secret pouvant se traduire par l'expression « secret de Polichinelle »). Le recueil ne dévoile aucun secret d'État mais déplaît aux autorités britanniques, davantage par le mauvais exemple qu'il donne (les membres du MI5 ayant une obligation de réserve) que pour son contenu,,.
En 2004, son premier roman, At Risk, est publié et a pour personnage de fiction principal Liz Carlyle, une agente de renseignement. Dès lors, une série d'autres romans suivront, dont Secret Asset, Illegal Action ou Close Call,,.
En 2011, elle est choisie pour intégrer le prestigieux jury littéraire du prix Booker.
En 2014, elle révèle dans BBC Breakfast que ses romans devaient être soumis à l'approbation du MI5, qui lui avait parfois demandé de changer des noms et des lieux dans ses récits,.
Stella Rimington meurt le 3 août 2025 à l'âge de 90 ans,.

## Distinctions
- Chevalier commandeur de l'Ordre du Bain